# Ž (слово латинице)
Ž је тридесето слово српске латинице. Осим у српском, слово постоји и у хрватском, бошњачком, словеначком, чешком (из кога је и преузето) и литванском језику. У српском језику спада у звучне предњонепчане сугласнике.

## Информатичко кодирање
У Латеху се слово Ž, као и мало слово ž може записати (кодирати) током писања текста. Ž се кодира као \v{Z}, а ž као \v{z}.